# Gumaga hespera
Gumaga hespera is een schietmot uit de familie Sericostomatidae. De soort komt voor in het Nearctisch gebied.